# Campeonato Mundial de Corta-Mato de 1991
O 19º Campeonato Mundial de Corta-Mato foi realizado em 24 de março de 1991, em Antuérpia, Bélgica. 

## Resultados

### Corrida Longa Masculina

#### Individual
| Medalha | Atleta       | País     | Tempo     |
| Ouro    | Khalid Skah  | Marrocos | 33:53 min |
| Prata   | Moses Tanui  | Quênia   | 33:54 min |
| Bronze  | Simon Karori | Quênia   | 33:54 min |

#### Equipas
| Medalha | Selecção | Marca   |
| Ouro    | Quênia · Moses Tanui (2º) · Simon Karori (3º) · Richard Chelimo (4º) · Ondoro Osoro (5º) · Stephenson Nyamau (6º) · Ezequiel Bitok (8º)           | 28 pts  |
| Prata   | Etiópia · Chala Kelele (7º) · Addis Abebe (9º) · Melese Feissa (13º) · Tekeye Gebrselassie (22º) · Bedile Kibret (23º) · Habte Negash (30º)       | 104 pts |
| Bronze  | Espanha · Alejandro Gómez (14º) · Martín Fiz (20º) · José Carlos Adán (25º) · José Manuel García (31º) · Antonio Serrano (37º) · Abel Antón (71º) | 198 pts |

### Corrida Júnior Masculina

#### Individual
| Medalha | Atleta       | País     | Tempo     |
| Ouro    | Andrew Sambu | Tanzânia | 23:59 min |
| Prata   | Mumo Muindi  | Quênia   | 24:04 min |
| Bronze  | Fita Bayissa | Etiópia  | 24:04 min |

#### Equipas
| Medalha | Selecção | Marca  |
| Ouro    | Quênia   | 19 pts |
| Prata   | Etiópia  | 26 pts |
| Bronze  | Tanzânia | 54 pts |

### Corrida Longa Feminina

#### Individual
| Medalha | Atleta        | País           | Tempo     |
| Ouro    | Lynn Jennings | Estados Unidos | 20:24 min |
| Prata   | Derartu Tulu  | Etiópia        | 20:27 min |
| Bronze  | Liz McColgan  | Reino Unido    | 20:28 min |

#### Equipas
| Medalha | Selecção | Marca  |
| Ouro    | Quênia · Jane Ngotho (5ª) · Susan Sirma (7ª) · Margaret Ngotho (9ª) · Pauline Konga (15ª)                                 | 36 pts |
| Prata   | Etiópia · Derartu Tulu (2ª) · Luchia Yishak (4ª) · Fatuma Roba (12ª) · Merima Denboba (18ª)                               | 36 pts |
| Bronze  | União Soviética · Yelena Romanova (8ª) · Natalya Sorokivskaya (11ª) · Nadezhda Galyamova (13ª) · Marina Rodchenkova (16ª) | 48 pts |

### Corrida Júnior Feminina

#### Individual
| Medalha | Atleta           | País           | Tempo     |
| Ouro    | Lydia Cheromei   | Quênia         | 13:59 min |
| Prata   | Jane Ekimat      | Quênia         | 14:20 min |
| Bronze  | Melody Fairchild | Estados Unidos | 14:28 min |

#### Equipas
| Medalha | Selecção | Marca  |
| Ouro    | Quênia   | 18 pts |
| Prata   | Etiópia  | 40 pts |
| Bronze  | Japão    | 43 pts |